# Улрих фон Рехберг-Бетринген
Улрих фон Рехберг-Бетринген (на немски: Ulrich von Rechberg-Bettringen; † пр. 1274) от благородническия швабски род Рехберг-Хоенрехберг (при Швебиш Гмюнд), е господар на Бетринген (днес част от Швебиш Гмюнд) в Баден-Вюртемберг.

## Произход
Той е син на Конрад I фон Рехберг († пр. 1293) и съпругата му Йохана фон Лихтенберг. Брат е на Конрад фон Рехберг († 1306/1307), духовник в Аугсбург, Конрад II фон Рехберг († 1307), господар на Хоенрехберг, фогт на Рехберг, и Хилдебранд фон Рехберг († 1279).
Замъкът Хоенрехберг е от 1179 до 1986 г. собственост на фамилията. Дворецът Келмюнц на Илер е собственост на фамилията фон Рехберг чрез Агнес фон Тюбинген († 1344), дъщеря на граф Готфрид I фон Тюбинген-Бьоблинген († 1316), омъжена пр. 1326 г. за внукът му Улрих фон Рехберг Стари († сл. 1362), син на Улрих II фон Рехберг († 1326) и София фон Грюндлах.

## Фамилия
Улрих фон Рехберг-Бетринген се жени за Аделхайд. Те имат седем сина:
- Улрих II фон Рехберг (* пр. 1274; † сл. ноември 1326), женен пр. 1274 г. за фон Лимпург († сл. 1274), дъщеря на Валтер II Шенк фон Лимпург († ок. 1283) и Елизабет фон Варберг († 1287), II. на 20 май 1300 г. за роднината си София фон Грюндлах, дъщеря на Хердеген фон Грундлах († 1306) и София († 1290)
- Йохан II фон Рехберг († сл. 1298)
- Конрад фон Рехберг († сл. 1293)
- Хилдебранд фон Рехберг († сл. 1300)
- Улрих фон Рехберг († пр. 1316), женен
- Хайнрих фон Рехберг († сл. 1273)
- Зигфрид фон Рехберг († сл. 1291)